# 雷學明
雷學明（1929年10月6日—2015年1月8日），生於江西豐城，前中華民國海軍中將，前立委雷倩的父親。在中將任內涉入拉法葉軍購案，最終判決無罪。

## 簡歷
雷學明生於江西豐城，幼年時就讀於當地的基督教教會中學，18歲時就讀青島海軍學校。官校時期，因為生了一場大病，於病中時禱告，出院後自行到教會受洗，後隨著國軍遷台。1952年畢業於海軍官校。1981年10月，領銜成立「忠義計畫駐美設計督導室」；後官至海軍總部作戰計畫委員會中將主任委員，兼「造艦計劃管理室」（任務編組）主任，1991年12月1日退休。
1993年尹清楓被殺，拉法葉軍購案爆發。2000年9月因拉法葉案被收押，2001年7月被台北地檢署起訴，2004年起，雷學明開始協助海軍向法國求償，2010年5月，法商泰勒斯公司（前身為湯姆笙）被判決須賠償給台灣至少新台幣180億元，6月，台北地方法院判決雷學明等涉案將官無罪；11月，時任檢察總長的黃世銘決定不上訴，至此雷學明無罪確定。
2014年起，健康開始惡化，2015年1月8日，病逝於台北榮總。
雷學明的追思禮拜於2015年1月31日在台北市基督教懷恩堂舉行，獲得以中國國民黨黨旗、中華民國國旗覆棺的榮典。

## 家庭
雷學明的元配是鄭正玨，也是雷倩生母；但在結婚十年時離婚，嫁給當時同事傅達仁。他後來再娶馮延君為妻。
育有四名子女，全家都是基督徒。
1. 長女：雷倩[1]
2. 長子：雷均，美國夏威夷州台北辦事處處長[12]。
3. 么子：雷建宇，基督教台灣貴格會牧師[13]。
4. 么女：雷建容[14]。

## 著作
- 雷學明. . 海軍學術月刊. 1998.